# Enoplops
Enoplops is een geslacht van wantsen uit de familie randwantsen (Coreidae). Het geslacht werd voor het eerst wetenschappelijk beschreven door Amyot & Audinet-Serville in 1843.

## Soorten
Het genus bevat de volgende soorten:

- Enoplops bos Dohrn, 1860
- Enoplops disciger (Kolenati, 1845)
- Enoplops eversmanni Jakovlev, 1881
- Enoplops hashemii Hoberlandt, 1989
- Enoplops heintzii (Oshanin, 1871)
- Enoplops potanini (Jakovlev, 1890)
- Enoplops scapha (Fabricius, 1794)
- Enoplops sibiricus Jakovlev, 1889